# معادله‌ی دیراک در فضا-زمان خمیده
در ریاضی فیزیک، معادله دیراک در فضازمان منحنی تعمیم معادله دیراک از فضازمان تخت (فضای مینکوفسکی) به فضازمان منحنی یا یک خمینهٔ کلی لورنتسی است.

## فرمول بندی ریاضی

### فضا-زمان
به‌طور خیلی کلی می‌توان معادله را بر روی خمینهٔ {\displaystyle M} یا یک خمینهٔ شبه ریمانی {\displaystyle (M,\mathbf {g} )}، تعریف کرد اما برای سادگی خود را به یک خمینهٔ شبه ریمانی با مشخصهٔ {\displaystyle (-+++)} محدود می‌کنیم. در نمادگذاری نمایه انتزاعیمتریک به صورت {\displaystyle \mathbf {g} } ، یا {\displaystyle g_{ab}} نوشته می‌شود.

### میدان‌های قابی
ما از یک مجموعه وربین یا همان میدان‌های قابی {\displaystyle \{e_{\mu }\}=\{e_{0},e_{1},e_{2},e_{3}\}} استفاده می‌کنیم، که مجموعه ای از میدان‌های برداری هستند (که لزوماً به صورت کلی بر روی {\displaystyle M} تعریف نشده‌است). معادله تعیین‌کننده آنها عبارت است از:
{\displaystyle g_{ab}e_{\mu }^{a}e_{\nu }^{b}=\eta _{\mu \nu }.}
وربین یک قاب موضعی و ساکن را تعریف می‌کند که به ماتریس‌های گامای ثابت اجازه می‌دهد روی هر نقطهٔ فضازمان عمل کنند.
در زبان هندسی دیفرانسیل، وربین معادل بخشی از کلاف قابی است، و بنابراین یک کلاف تاری (trivialization) موضعی از کلاف قابی را تعریف می‌کند.

### پیوستگی اسپین
برای نوشتن معادله دیراک در فضای خمیده به پیوستگی اسپین نیاز داریم که به پیوستگی یک‌شکلی (form-1) نیز معروف است. میدان‌های قاب دوگان {\displaystyle \{e^{\mu }\}} رابطه تعریف شدهٔ زیر را دارد:
{\displaystyle e_{a}^{\mu }e_{\nu }^{a}=\delta ^{\mu }{}_{\nu }.}
بنابراین پیوستگی یک‌شکلی عبارت است از:
{\displaystyle \omega ^{\mu }{}_{\nu a}:=e_{b}^{\mu }\nabla _{a}e_{\nu }^{b}}
که{\displaystyle \nabla _{a}} یک مشتق هموردا یا به‌طور معادل انتخابی از اتصاق روی کلاف قاب است که اغلب به عنوان اتصاق لوی چیویتا در نظر گرفته می‌شود.